# Silagiu

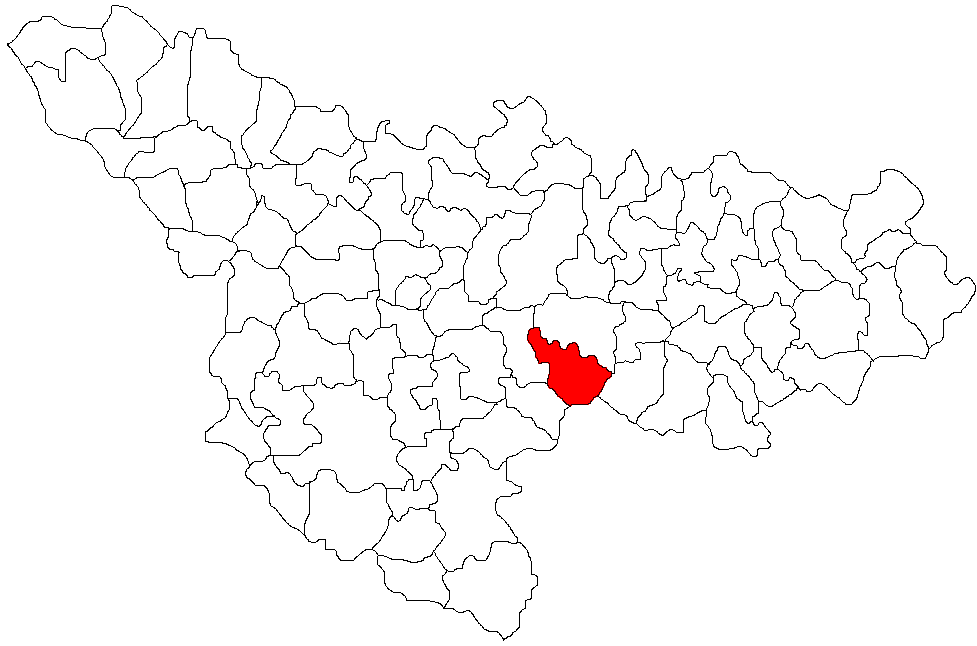
Lage der Kleinstadt Buziaș im Kreis Timiș

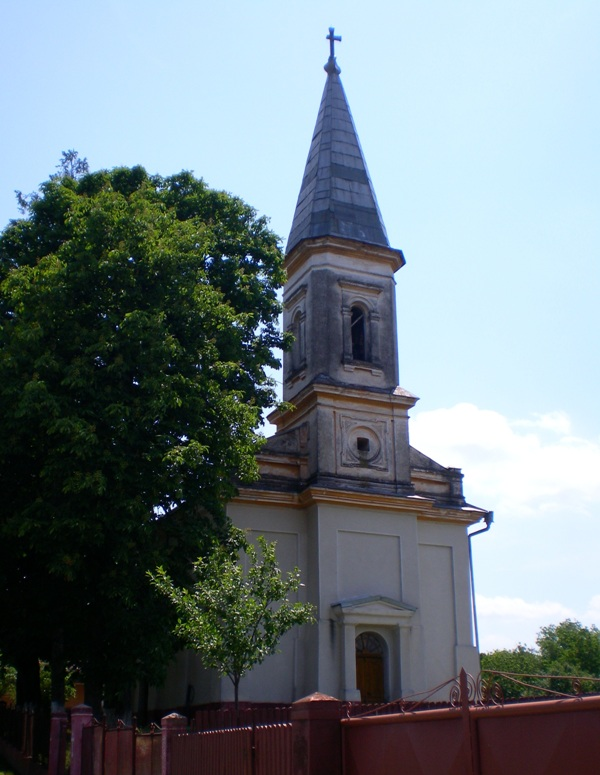
Katholische Kirche Silagiu

Silagiu (volkstümlich Silaj; deutsch Silasch, ungarisch Nagyszilas oder Szilas) ist ein Dorf im Kreis Timiș, Banat, Rumänien. Silagiu gehört zum Verwaltungszentrum Buziaș.

## Geografische Lage
Silagiu liegt im Süden des Kreises Timiș, in 4 Kilometer Entfernung von Buziaș, am Fuße des Hügels Silagiu (Silascher Hügel) und wird von dem Bach Silagiu durchquert.

## Nachbarorte
| Bacova    | Buziaș                                      | Căpăt       |
| Vucova    | Kompassrose, die auf Nachbargemeinden zeigt | Darova      |
| Nițchdorf | Vermeș                                      | Sacoșu Mare |

## Geschichte
Die Ortschaft wird erstmals 1406 urkundlich unter der Bezeichnung Zyluas erwähnt.
1650 taucht Zilagy in den Dokumenten der Zeit auf.
Der Legende nach soll der Priester Zilagi oder Silagi aus Siebenbürgen das Dorf durch den Zusammenschluss mehrerer Weiler gegründet haben. Eine andere Variante besagt, dass der Haiduc Moise Silăgeanu oder Sălăgeanu die Weiler zu einem einzigen Dorf vereinigt haben soll.
Helmut Wettel vermutet in seinem Buch „Der Buziascher Bezirk“, dass der Ortsname slawischen Ursprungs ist: Syla (dt. Pfosten, Säule) oder Zil (Cimbalom) oder Silva (Pflaume).
Während der Türkenherrschaft, bis 1659, gehörte die Ortschaft zum Distrikt Lugoj und zu Siebenbürgen.
Auf der Josephinischen Landaufnahme von 1717 ist der Ort Sillage mit 50 Häuser eingetragen und gehörte zum Distrikt Ciacova. 
Von 1849 bis 1860 war es Teil eines eigenständigen Kronlandes der Woiwodschaft Serbien und Temescher Banat und gehörte zum Distrikt Buziaș. Zwischen 1840 und 1850 wurden Deutsche und Ungarn im Dorf angesiedelt. Die Amtssprache war Deutsch.
Nach dem Österreichisch-Ungarischen Ausgleich (1867) wurde das Banat dem Königreich Ungarn innerhalb der Doppelmonarchie Österreich-Ungarn angegliedert. 1892 erhielt das Dorf den Status einer Gemeinde.
Der Vertrag von Trianon am 4. Juni 1920 hatte die Dreiteilung des Banats zur Folge, wodurch Silagiu an das Königreich Rumänien fiel.
Seit 1968 gehört Silagiu zum Verwaltungsbereich der Stadt Buziaș.

## Demografie
| 1880 | 1870 | 1691 | 104 | 43 | 32 |
| 1910 | 2181 | 2025 | 121 | 33 | 2  |
| 1930 | 1673 | 1576 | 70  | 27 | -  |
| 1977 | 1046 | 1033 | 6   | 1  | 6  |
| 2002 | 893  | 885  | 1   | 1  | 6  |